# リベンジ・スパイ
『リベンジ・スパイ』は、2025年7月5日からテレビ朝日系「オシドラサタデー」枠で放送中のテレビドラマ。主演は大橋和也。

## キャスト

### 主要人物
菅原優我（すがわら ゆうが）
演 - 大橋和也（幼少期：牛山陽太）
医療系IT企業「藺牟田メディカルデータ」の営業部員。
藺牟田花（いむた はな）
演 - 渋谷凪咲
「藺牟田メディカルデータ」の社長令嬢であり、広報部員。

### 藺牟田メディカルデータ
桜小路章（さくらこうじ しょう）
演 - 高橋光臣
専務。
岩下園子（いわした そのこ）
演 - 伊藤修子
営業部長。
汐見明日香（しおみ あすか）
演 - ゆいかれん
章の秘書。
高塔聖人（たかとう まさと）
演 - 大地伸永
同所における優我の後輩。
藺牟田隆一（いむた りゅういち）
演 - 髙嶋政伸
社長であり、花の父。
中垣あゆ
演 - 結城陽葵
受付。

### 周辺人物
岡山真之介（おかやま しんのすけ）
演 - 織山尚大
岡山浩次郎（後述）の一人息子。優我の右腕的存在。
岡山浩次郎（おかやま こうじろう）
演 - 塚地武雅
パソコン部品リサイクルショップ「Next Parts World」店主であり、真之介の父。
藺牟田咲（いむた さき）
演 - 清乃あさ姫
花の妹。姉との仲は良好。
菅原雪子（すがわら ゆきこ）
演 - 中島ひろ子
優我と尚之の母。英二の妻。
菅原英二（すがわら えいじ）
演 - 清水伸
優我と尚之の父。雪子と焼き肉屋を営んでいる。優しくも寡黙な性格。
菅原尚之（すがわら ひさゆき）
演 - 溝端淳平（幼少期：今井柊斗）
優我の兄。2年前に転落事故で亡くなっている。
小島さん
演 - 佐伯新
藺牟田家の運転手兼執事。
ジャック
演 - ボナ
藺牟田家で飼われているバーニーズ・マウンテン・ドッグ。

### ゲスト
第1話
- シャチの飼育員（「Kamogawa SEAWORLD」スタッフ） - 八重樫修造

## スタッフ
- 脚本 - 松田裕子[1]
- 音楽 - fox capture plan[1]
- 主題歌 - なにわ男子「アシンメトリー」（Storm Labels）[8]
- 医療系IT監修 - 橋本直也
- 医療監修 - 山本昌督
- 演出 - 竹園元（テレビ朝日）[9]、岩本仁志[9]、宮田和弥[1]
- 取材協力 - 産婦人科オンライン・小児科オンライン（Kids Public Inc）
- プロデューサー - 神田エミイ亜希子（テレビ朝日）[9]、島本講太（ストームレーベルズ）[9]、石塚清和（ファインエンターテイメント）[9]、卜部龍（ファインエンターテイメント）[1]
- 制作協力 - ファインエンターテイメント[1]
- 制作著作 - テレビ朝日、ストームレーベルズ[1]

## 放送日程
| 話数  | 放送日  | サブタイトル         | 演出     |
| ----- | ------- | -------------------- | -------- |
| 第1話 | 7月05日 | ターゲット見ーっけ   | 竹園元   |
| 第2話 | 7月12日 | お嬢様との心理戦     | 竹園元   |
| 第3話 | 7月19日 | 箱入り娘と契約デート | 竹園元   |
| 第4話 | 7月26日 | 君を笑わせたい       | 岩本仁志 |
| 第5話 | 8月09日 | 仲間との決別         | 岩本仁志 |
| 第6話 | 8月16日 | 好きになんかならない | 竹園元   |

- 8月2日は『世界水泳シンガポール2025 競泳決勝 第7日』（23時 - 翌1時）放送のため、放送休止。
- 第5話 - 第7話は『熱闘甲子園』（23時00分 - 23時30分）放送の影響で30分遅れて23時30分 - 翌0時の放送予定。